# Federació Panamericana de Karate
La Federació Panamericana de Karate (FPK) (en anglès: Panamerican Karate Federation, PKF) és una federació esportiva de karate d'Amèrica i que actualment compte amb 36 països. Es va fundar el 1975 amb el nom original d'Organització de la Unió Panamericana de Karate (PUKO) amb 13 països fundadors a Long Beach, Califòrnia, EUA, i el 1995 canvià el seu nom a la denominació actual. La FPK està degudament reconeguda per la Federació Mundial de Karate, el major organisme internacional que regula l'esport de karate amb més de 138 països membres. L'actual president de la federació és William Millerson.